# Ethelfrith z Nortumbrii
Etelfryd, Ethelfrith, Aethelfrith, Aedilfrid, Æðelfrið, Æþelfrið, Æþelferð, Æþelferþ, Æðelferð, Æðelferþ (zm. 616) – władca średniowiecznego anglosaskiego królestwa Bernicji w latach 593-616. W 604 roku opanował sąsiednią Deirę i doprowadził oba kraje do unii pod swoimi rządami. W późniejszych czasach stworzyły one zalążek Nortumbrii.
Etelfryd był synem Etelryka, a więc wnukiem Idy – pierwszego władcy Bernicji. Jego pierwszą i według Bedy Czcigodnego, najważniejszą żoną była Bebba. Na jej cześć zmienił nazwę miasta Din Guaire (stolicy Bernicji) na Bamburgh.
Bede sporo czasu poświęca opisowi sukcesów Etelfryda nad Brytami, jednocześnie zauważając, że był poganinem - chrześcijaństwo zawitało do Nortumbrii dopiero dziesięć lat po jego śmierci. Faktem jest, że Etelfryd znacznie rozszerzył granice Bernicji, podbijając nie tylko Deirę, ale i innych sąsiadów. W roku 600 w bitwie pod Katraeth (Catterick, hrabstwo Yorkshire) doprowadził do klęski 300 wojów z plemienia Gododin (z okolic dzisiejszego Edynburga). W 603, w bitwie pod Degsastan, odparł najazd Aidana, władcy Dalriady. W bitwie tej zginął brat Etelfryda, Teobald wraz z całą swoją świtą. Historycy zwracają uwagę na to, że Beda wśród stronników Aidana wymienia Heringa, syna poprzednika Etelfryda, Hussy, co sugeruje tarcia dynastyczne w Bernicji.
W 604 roku Etelfryd najechał Deirę, zabił rządzącego nią wówczas Etelryka, skazał jego następcę Edwina, syna Elli oraz Hererica, wnuka Elli, na wygnanie i poślubił córkę Elli, Achę. Małżeństwo to miało zapewnić przychylność mieszkańców Deiry do jego osoby jako władcy. W tym samym roku urodził się ich syn – Oswald.
W 614 pokonał Walijczyków z królestwa Powys pod Chester i wymordował modlących się za nich mnichów z Bangor-Czy-Coed.
Z kolei w 616 roku odniósł zdecydowane zwycięstwo nad iryjskim królem Dalariady oraz sprzymierzonymi z nim plemionami zachodniobrytyjskimi pod Chester, zmuszając przeciwników do płacenia sobie trybut.
Według relacji Bedy Etelfryd walczył o władzę przy użyciu "niegodnych" środków. Prawdopodobnie był odpowiedzialny za śmierć Hererica na dworze Ceretika z Elmet. Próbował również pozbyć się Edwina z Deiry, który schronił się na dworze Raedwalda z Anglii Wschodniej. Próbował przekupić Raedwalda, by zabił Edwina, a gdy ten odmówił, zagroził mu wojną. Raedwald ubiegł go, powołał armię i w 616 roku ruszył z nią przeciw Etelfrydowi i pokonał go nad rzeką Idle.
Następcą Etelfryda na tronach Bernicji i Deiry został popierany przez Raedwalda Edwin. Dzieci Etelfryda, będące athelingami czyli potencjalnymi jego sukcesorami, uciekły w obawie przed zemstą Edwina, szukając schronienia na dworach władców Dalariady i Piktów.